# Passer
Passer je znanstveni naziv roda porodice vrabaca. Ova porodica je svrstana u podred pjevica (Passeri), jednog od dva podreda reda vrapčarki (Passeriformes).  Pored ovog roda, u porodici Passeridae  (vrapci) su i rodovi Carpospiza - Montifringilla - Petronia, (Vrapci kamenjari). Drugi podred reda vrapčarki čine kreštalice (Tyranni). 

## Neke vrste
- Passer ammodendri
- Obični vrabac,  Passer domesticus
- Španjolski vrabac,  Passer hispaniolensis
- Passer pyrrhonotus
- Somalijski vrabac,  Passer castanopterus
- Kineski vrabac ili ponekad Russetov vrabac,  Passer rutilans
- Passer flaveolus, vrabac jugoistočne Azije
- Passer moabiticus
- Passer motitensis
- Socotranski vrabac,  Passer insularis
- Iagoški vrabac ili ponekad zelenortski vrabac,  Passer iagoensis
- Passer melanurus
- Sivoglavi vrabac,  Passer griseus
- Swainsonijev vrabac,  Passer swainsonii
- Passer gongonensis
- Passer suahelicus
- Južni sivoglavi vrabac, Passer diffusus
- Pustinjski vrabac,  Passer simplex
- Poljski vrabac,  Passer montanus
- Sudanski zlatni vrabac,  Passer luteus
- Passer euchlorus, neki autori ga se svrstava u vrstu sudanskog zlatnog vrapca
- Passer eminibey
- Talijanski vrabac, Passer italiae
- Kenijski Rufousov vrabac, Passer rufocinctus
- Passer cordofanicus
- Passer shelleyi
- Azijski pustinjski vrabac, Passer zarudnyi, neki autori smatraju ga podvrstom pustinjskog vrapca

## Drugi projekti
|  | Zajednički poslužitelj ima još gradiva o temi Passer |
|  | Wikivrste imaju podatke o taksonu Passer             |